# Villefranche-de-Conflent
Pour les articles homonymes, voir Villefranche.
Villefranche-de-Conflent  (Vilafranca de Conflent en catalan) est une commune française située dans le centre du département des Pyrénées-Orientales, en région Occitanie. Sur le plan historique et culturel, la commune est dans le pays de Conflent, correspondant à l'ensemble des vallées pyrénéennes qui « confluent » avec le lit creusé par la Têt entre Mont-Louis et Rodès.
Exposée à un climat océanique altéré, elle est drainée par la Têt, la Cady et par un autre cours d'eau. Incluse dans le parc naturel régional des Pyrénées catalanes, la commune possède un patrimoine naturel remarquable : deux sites Natura 2000 (le « massif du Madres-Coronat » et le « massif de Madres-Coronat ») et trois zones naturelles d'intérêt écologique, faunistique et floristique.
Villefranche-de-Conflent est une commune rurale qui compte 205 habitants en 2022, après avoir connu un pic de population de 889 habitants en 1856. Elle fait partie de l'aire d'attraction de Prades. Ses habitants sont appelés les Villefranchois ou  Villefranchoises.

## Géographie

### Localisation
La commune de Villefranche-de-Conflent se trouve dans le département des Pyrénées-Orientales, en région Occitanie.
Elle se situe à 45 km à vol d'oiseau de Perpignan, préfecture du département, et à 6 km de Prades, sous-préfecture.
Les communes les plus proches sont : 
Corneilla-de-Conflent (2,5 km), Fuilla (2,8 km), Conat (3,0 km), Ria-Sirach (3,5 km), Serdinya (4,3 km), Fillols (4,5 km), Vernet-les-Bains (4,6 km), Codalet (4,8 km).
Sur le plan historique et culturel, Villefranche-de-Conflent fait partie de la région de Conflent, héritière de l'ancien comté de Conflent et de la viguerie de Conflent. Ce pays correspond à l'ensemble des vallées pyrénéennes qui « confluent » avec le lit creusé par la Têt entre Mont-Louis, porte de la Cerdagne, et Rodès, aux abords de la plaine du Roussillon.
|          | Conat                    | Ria-Sirach            |
| Serdinya | Villefranche-de-Conflent | Corneilla-de-Conflent |
|          | Fuilla                   |                       |

### Géologie et relief
Villefranche-de-Conflent a une superficie de 446 hectares. Son altitude varie de 390 à 1 395 mètres.
La commune est classée en zone de sismicité 3, correspondant à une sismicité modérée.

### Climat
Pour des articles plus généraux, voir Climat de l'Occitanie et Climat des Pyrénées-Orientales.
En 2010, le climat de la commune est de type climat méditerranéen altéré, selon une étude du CNRS s'appuyant sur une série de données couvrant la période 1971-2000. En 2020, Météo-France publie une typologie des climats de la France métropolitaine dans laquelle la commune est exposée à un climat de montagne ou de marges de montagne et est dans la région climatique Pyrénées orientales, caractérisée par une faible pluviométrie, un très bon ensoleillement (2 600 h/an), un air sec, particulièrement en hiver et peu de brouillards.
Pour la période 1971-2000, la température annuelle moyenne est de 11,8 °C, avec une amplitude thermique annuelle de 14,4 °C. Le cumul annuel moyen de précipitations est de 963 mm, avec 6,1 jours de précipitations en janvier et 5,2 jours en juillet. Pour la période 1991-2020, la température moyenne annuelle observée sur la station météorologique la plus proche, située sur la commune d'Eus à 10 km à vol d'oiseau, est de 13,6 °C et le cumul annuel moyen de précipitations est de 539,8 mm,. Pour l'avenir, les paramètres climatiques de la commune estimés pour 2050 selon différents scénarios d’émission de gaz à effet de serre sont consultables sur un site dédié publié par Météo-France en novembre 2022.

### Milieux naturels et biodiversité

#### Espaces protégés
La protection réglementaire est le mode d’intervention le plus fort pour préserver des espaces naturels remarquables et leur biodiversité associée,.
Un  espace protégé est présent sur la commune : 
le parc naturel régional des Pyrénées catalanes, créé en 2004 et d'une superficie de 139 062 ha, qui s'étend sur 66 communes du département. Ce territoire s'étage des fonds maraîchers et fruitiers des vallées de basse altitude aux plus hauts sommets des Pyrénées-Orientales en passant par les grands massifs de garrigue et de forêt méditerranéenne,.

#### Réseau Natura 2000

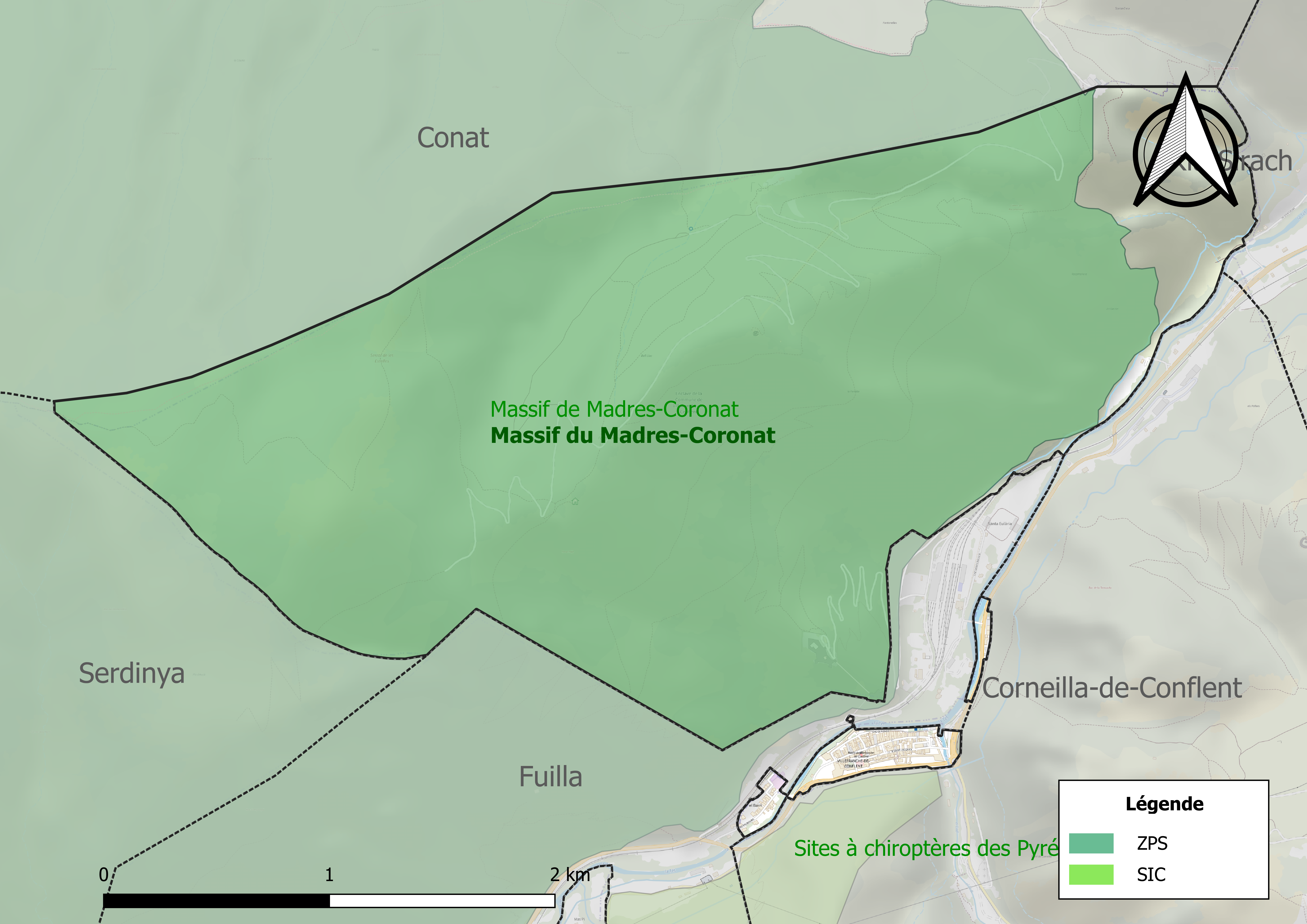
Site Natura 2000 sur le territoire communal.

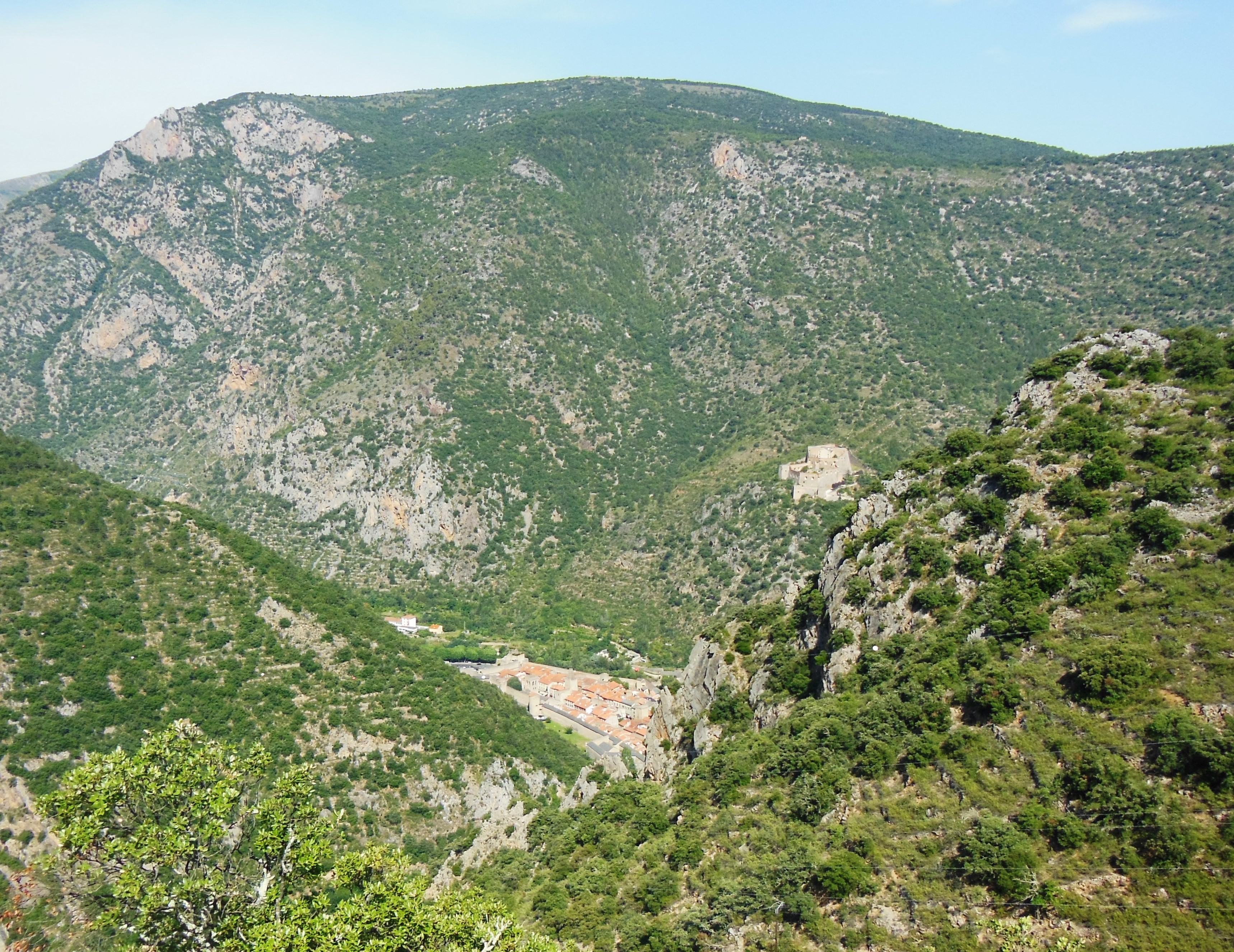
La cité médiévale et le fort se situent dans le défilé de la Têt, sous les contreforts du massif de Madres-Mont Coronat.

Le réseau Natura 2000 est un réseau écologique européen de sites naturels d'intérêt écologique élaboré à partir des directives habitats et oiseaux, constitué de zones spéciales de conservation (ZSC) et de zones de protection spéciale (ZPS).
Un site Natura 2000 a été défini sur la commune au titre de la directive habitats.
- le « massif de Madres-Coronat », d'une superficie de 21 363 ha, offre une multitude de faciès de végétation avec aussi bien des garrigues supra-méditerranéennes, des pinèdes à Pin sylvestre ou à Pin à crochet, que des hêtraies pures ou des hêtraies-sapinières, des landes à Genêt purgatif ou à Rhododendron, ou encore des pelouses alpines[20] et  au titre de la directive oiseaux[19]
- le « massif du Madres-Coronat », d'une superficie de 21 396 ha, présente un fort intérêt écologique pour 17 espèces inscrites à l'annexe I de la directive oiseaux, dont le Gypaète barbu[21].

#### Zones naturelles d'intérêt écologique, faunistique et floristique
L’inventaire des zones naturelles d'intérêt écologique, faunistique et floristique (ZNIEFF) a pour objectif de réaliser une couverture des zones les plus intéressantes sur le plan écologique, essentiellement dans la perspective d’améliorer la connaissance du patrimoine naturel national et de fournir aux différents décideurs un outil d’aide à la prise en compte de l’environnement dans l’aménagement du territoire.
Deux ZNIEFF de type 1 sont recensées sur la commune :
le « plateau de Belloc et Pla des Horts » (494 ha), couvrant 3 communes du département et 
les « Roc Campagna et Fort Libéria » (414 ha), couvrant 3 communes du département
et une ZNIEFF de type 2, : 
le « versant sud du massif du Madres » (27 267 ha), couvrant 27 communes du département.

Carte des ZNIEFF de type 1 et 2 à Villefranche-de-Conflent.
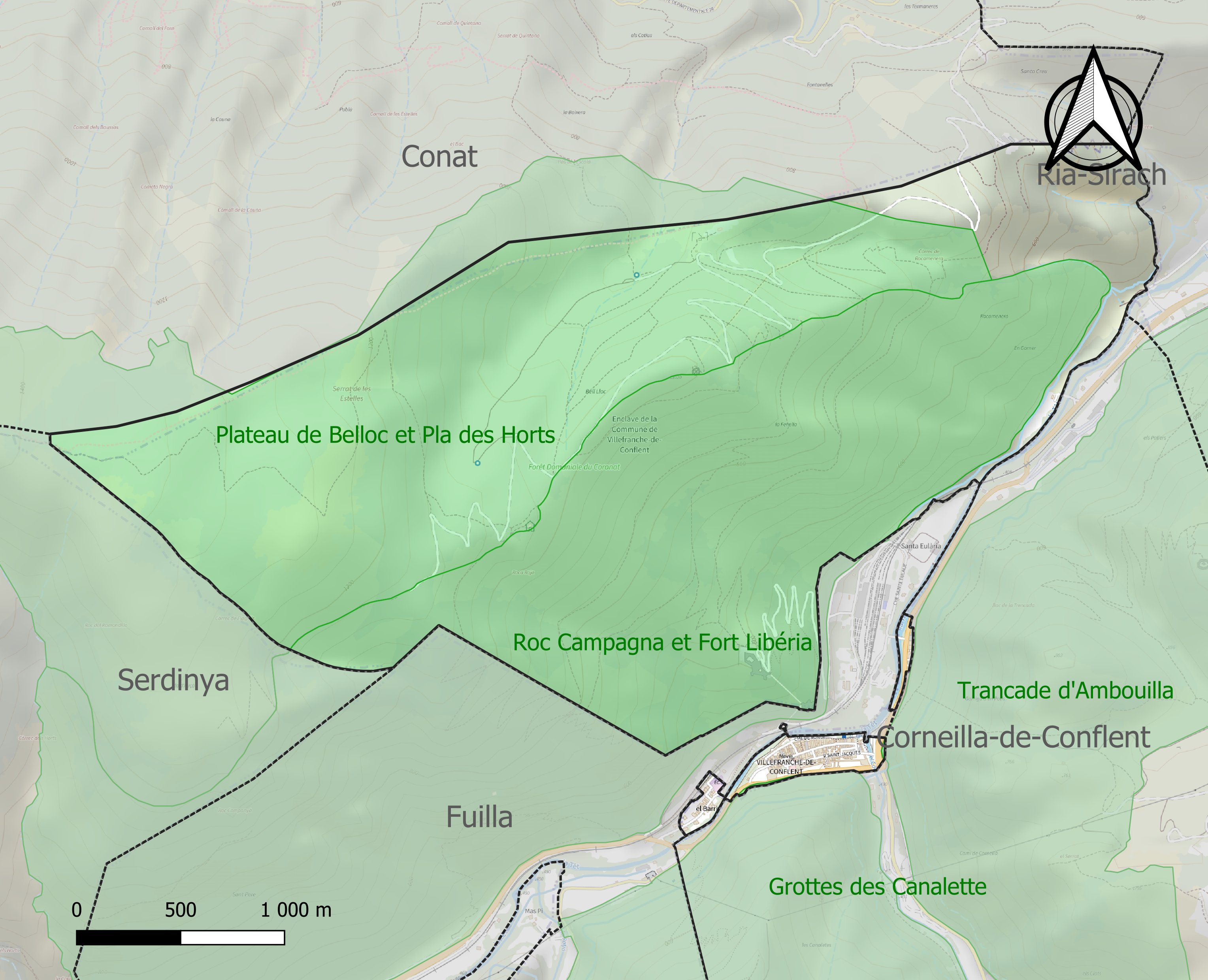
Carte des ZNIEFF de type 1 sur la commune.
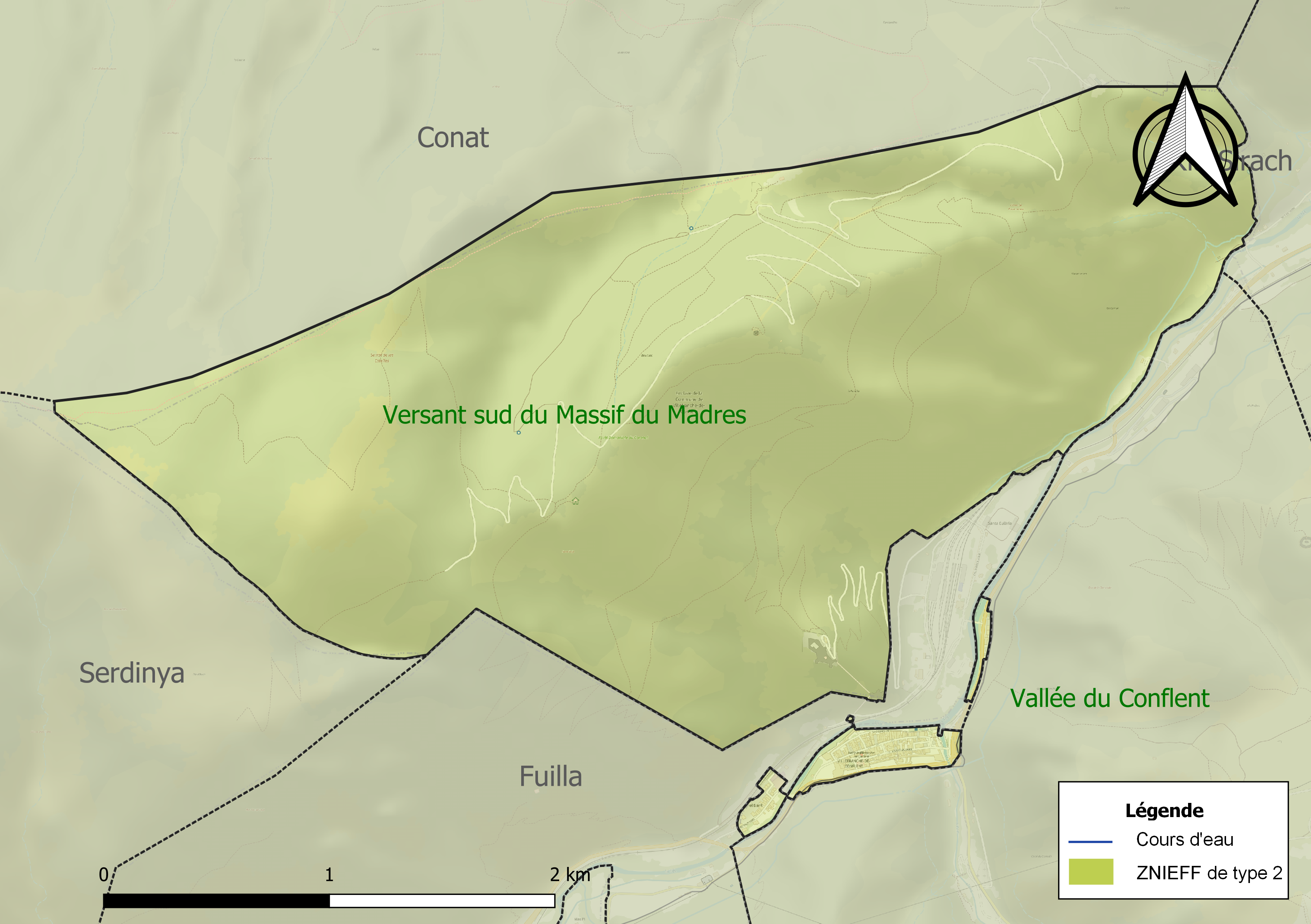
Carte de la ZNIEFF de type 2 sur la commune.

## Toponymie
En catalan, le nom de la commune est Vilafranca de Conflent.
Le nom ancien de la commune en français est Villefranche. Le nouveau nom de Villefranche-de-Conflent est adopté le 28 août 1893,.

## Urbanisme

### Typologie
Au 1er janvier 2024, Villefranche-de-Conflent est catégorisée commune rurale à habitat dispersé, selon la nouvelle grille communale de densité à sept niveaux définie par l'Insee en 2022.
Elle est située hors unité urbaine. Par ailleurs la commune fait partie de l'aire d'attraction de Prades, dont elle est une commune de la couronne,. Cette aire, qui regroupe 26 communes, est catégorisée dans les aires de moins de 50 000 habitants,.

### Occupation des sols
L'occupation des sols de la commune, telle qu'elle ressort de la base de données européenne d’occupation biophysique des sols Corine Land Cover (CLC), est marquée par l'importance des forêts et milieux semi-naturels (95,6 % en 2018), une proportion identique à celle de 1990 (95,6 %). La répartition détaillée en 2018 est la suivante : 
milieux à végétation arbustive et/ou herbacée (64,8 %), forêts (30,7 %), zones urbanisées (2,3 %), zones agricoles hétérogènes (2,1 %). L'évolution de l’occupation des sols de la commune et de ses infrastructures peut être observée sur les différentes représentations cartographiques du territoire : la carte de Cassini (XVIIIe siècle), la carte d'état-major (1820-1866) et les cartes ou photos aériennes de l'IGN pour la période actuelle (1950 à aujourd'hui).

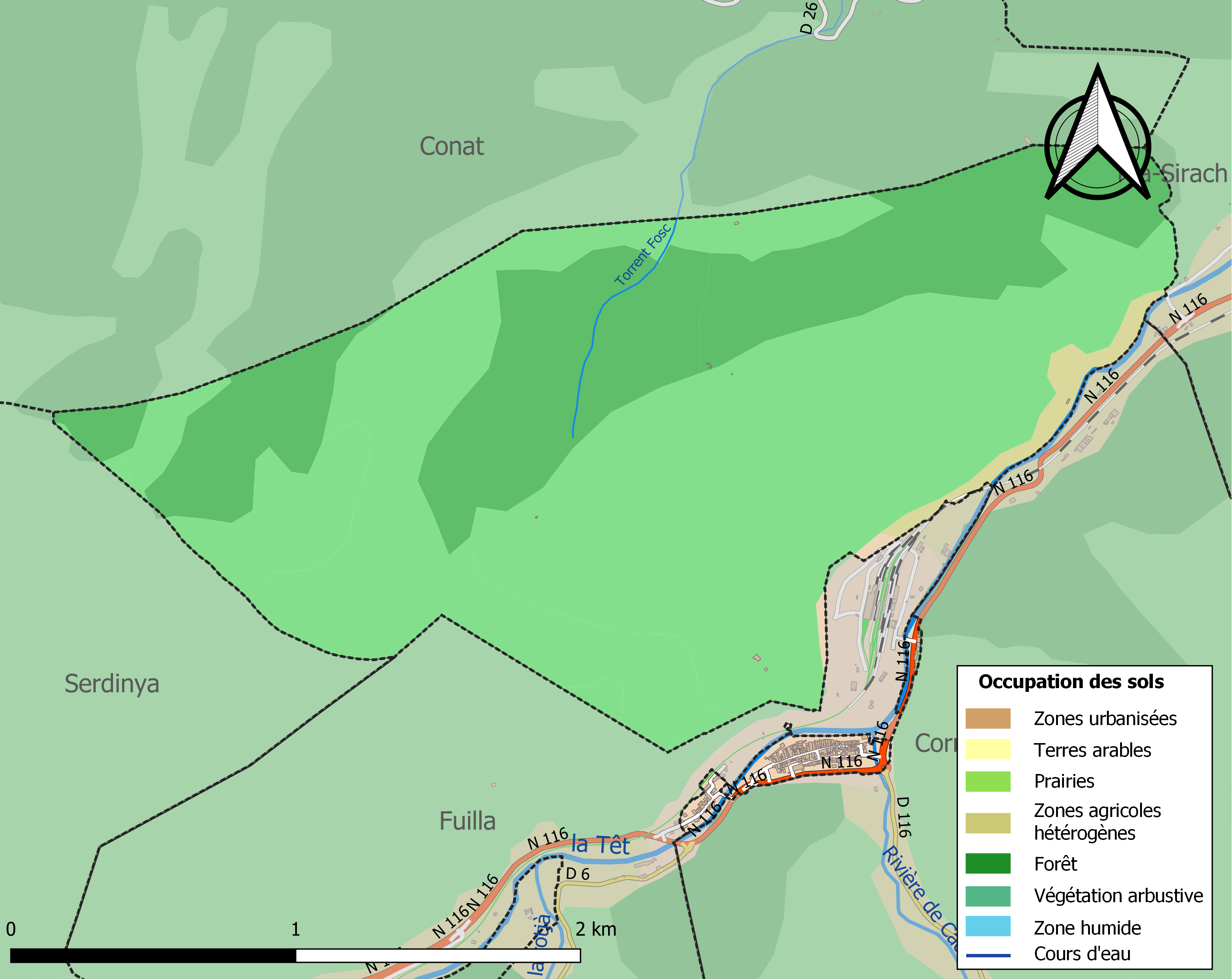
Carte des infrastructures et de l'occupation des sols de la commune en 2018 (CLC).

### Voies de communication et transports

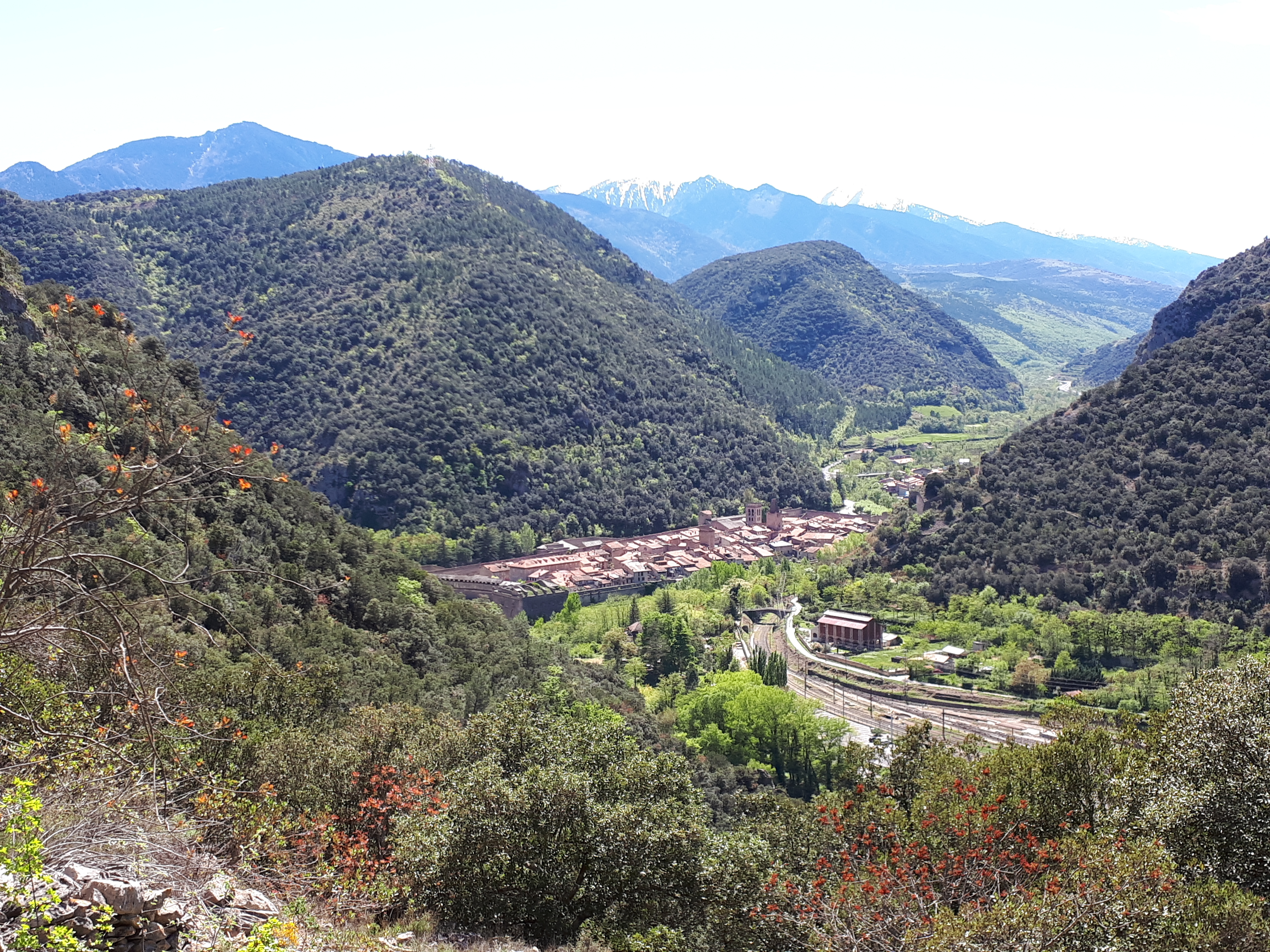
La cité médiévale de Villefranche-de-Conflent, vue vers le sud-ouest.

La ville est desservie par la route nationale 116, qui la relie à Prades et Perpignan à l'est et à la Cerdagne et Andorre à l'ouest.
C'est à la gare de Villefranche - Vernet-les-Bains (en fait sur la commune de Fuilla) que s'effectue le changement entre la ligne à voie normale venant de Perpignan et la voie métrique du Train Jaune (ligne de Cerdagne). La ville est donc reliée par un service de TER (Train Express Régional) à la Cerdagne et à la plaine littorale.
Les lignes 521 (Casteil - Gare de Perpignan), 525 (Py - Prades) et 560 (Porté-Puymorens - Gare de Perpignan) assurent la desserte de la commune.

### Risques majeurs
Le territoire de la commune de Villefranche-de-Conflent est vulnérable à différents aléas naturels : inondations, climatiques (grand froid ou canicule), feux de forêts, mouvements de terrains et séisme (sismicité modérée). Il est également exposé à deux risques technologiques, le transport de matières dangereuses et la rupture d'un barrage, et à un risque particulier, le risque radon,.

#### Risques naturels

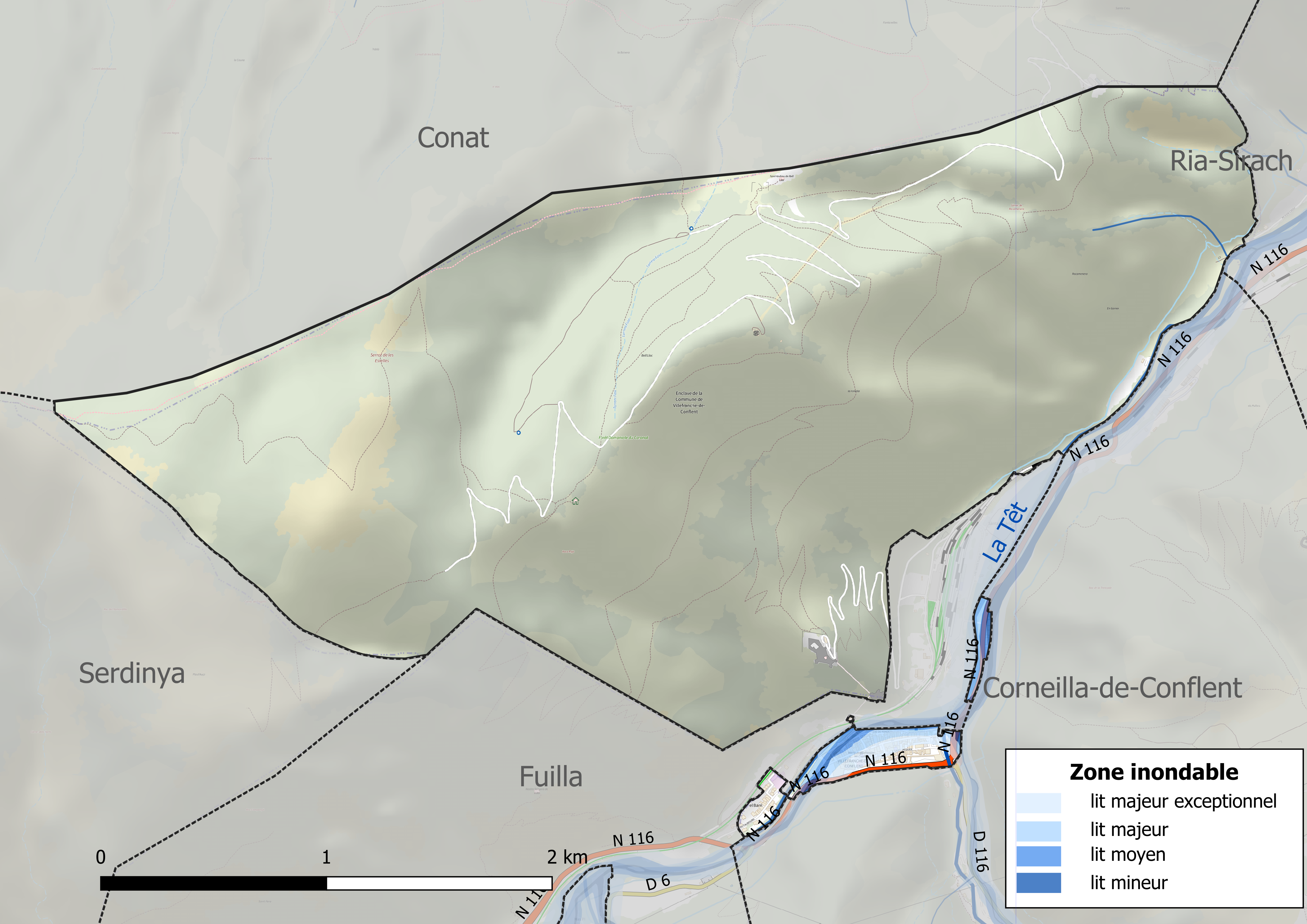
Zones inondables de la commune de Villefranche-de-Conflent.

Certaines parties du territoire communal sont susceptibles d’être affectées par le risque d’inondation par crue torrentielle de cours d'eau du bassin de la Têt.
Les mouvements de terrains susceptibles de se produire sur la commune sont soit des glissements de terrains, soit des chutes de blocs, soit des effondrements liés à des cavités souterraines. L'inventaire national des cavités souterraines permet par ailleurs de localiser celles situées sur la commune

#### Risques technologiques
Le risque de transport de matières dangereuses sur la commune est lié à sa traversée par une route à fort trafic. Un accident se produisant sur une telle infrastructure est en effet susceptible d’avoir des effets graves au bâti ou aux personnes jusqu’à 350 m, selon la nature du matériau transporté. Des dispositions d’urbanisme peuvent être préconisées en conséquence.
Dans le département des Pyrénées-Orientales, on dénombre sept grands barrages susceptibles d’occasionner des dégâts en cas de rupture. La commune fait partie des 66 communes susceptibles d’être touchées par l’onde de submersion consécutive à la rupture d’un de ces barrages, le barrage des Bouillouses sur la Têt, un ouvrage de 17,5 m de hauteur construit en 1910.

#### Risque particulier
Dans plusieurs parties du territoire national, le radon, accumulé dans certains logements ou autres locaux, peut constituer une source significative d’exposition de la population aux rayonnements ionisants. Toutes les communes du département sont concernées par le risque radon à un niveau plus ou moins élevé. Selon la classification de 2018, la commune de Villefranche-de-Conflent est classée en zone 3, à savoir zone à potentiel radon significatif.

## Histoire

### La capitale du Conflent

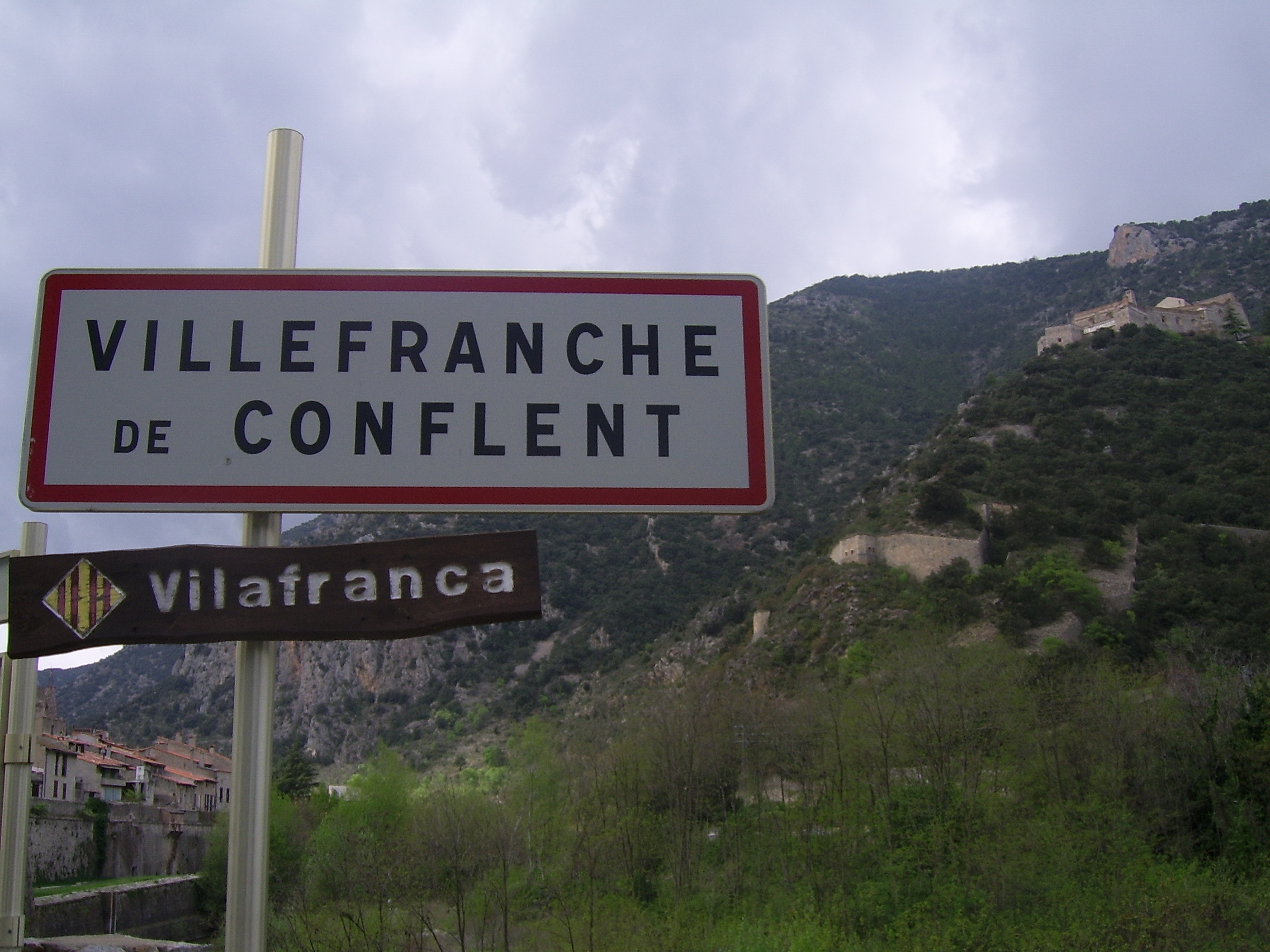
Signalisation bilingue en français et en catalan à l'entrée de la ville et du fort Libéria.

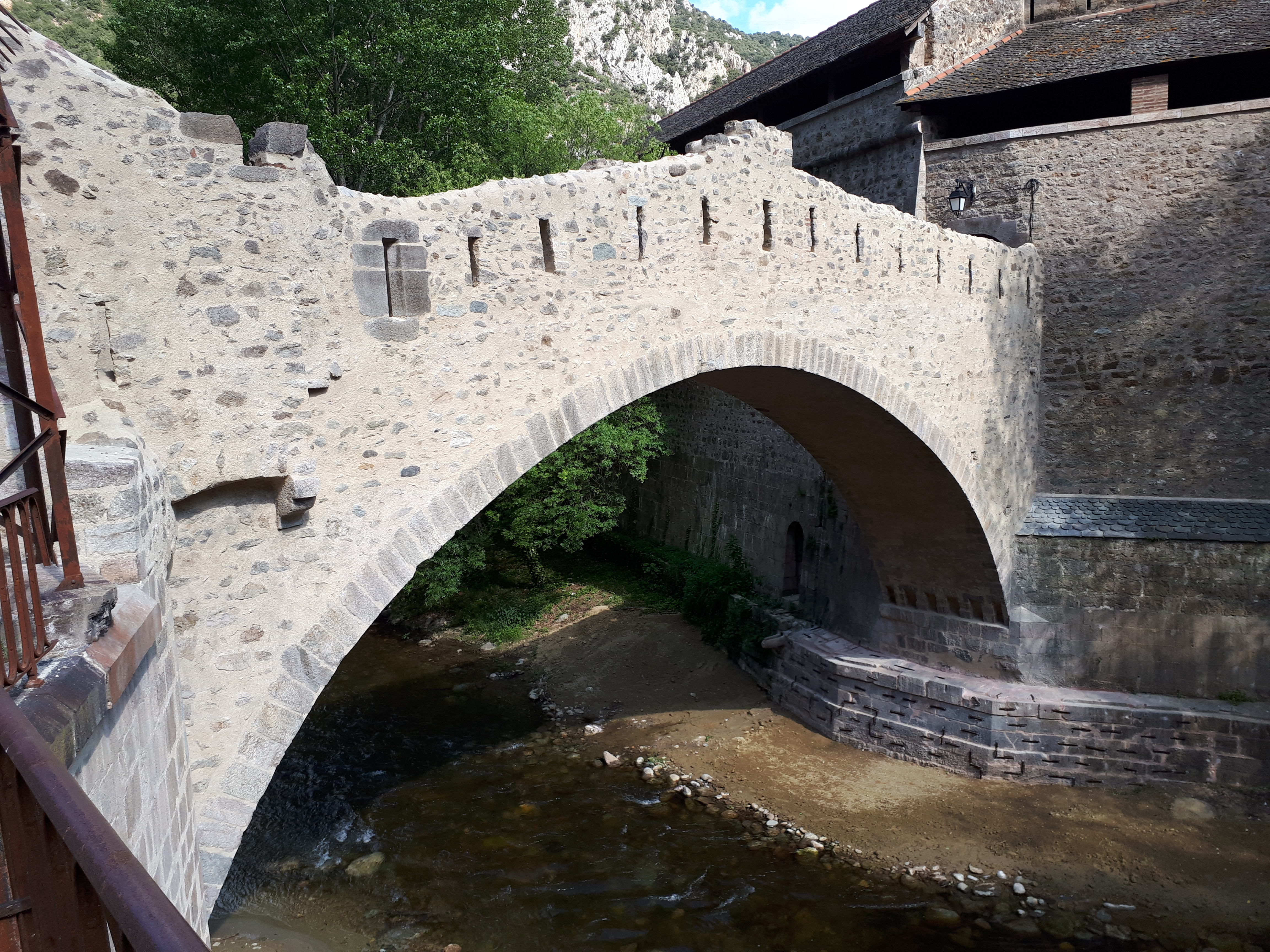
Le pont Saint-Pierre, après des travaux de restauration, 2022-23.

Villefranche est fondée par une charte octroyée par le comte de Cerdagne Guillem Ramon le 9 avril 1091 (ou 1090 ou 1092 selon les sources). Le comte avait alors sa résidence à Corneilla-de-Conflent et voulait faire de Villefranche sa nouvelle capitale. Le site est d'ailleurs particulièrement bien choisi : au fond du défilé de la Têt, à la confluence de celle-ci avec le Cady, la ville contrôle alors l'accès aux terres principales du Conflent. La ville devient effectivement la capitale du Conflent (et siège d'une viguerie) au plus tard en 1126. Elle le reste jusqu'au XVIIIe siècle.
En septembre 1263, le roi d'Aragon Jacques Ier ordonne la construction de trois ponts sur la Têt. Ces trois constructions furent sévèrement endommagées, voire détruites, par la terrible inondation de 1421, et seul le pont Saint-Pierre fut rétabli.
Au cours des XIIIe siècle, XIVe siècle et XVe siècles les fortifications de la ville sont sans cesse remaniées et complétées. L'ensemble est reconstruit au XIVe siècle d'après de nouveaux plans, comme l'atteste un texte de 1411 rapportant cette reconstruction,.

### La forteresse Vauban

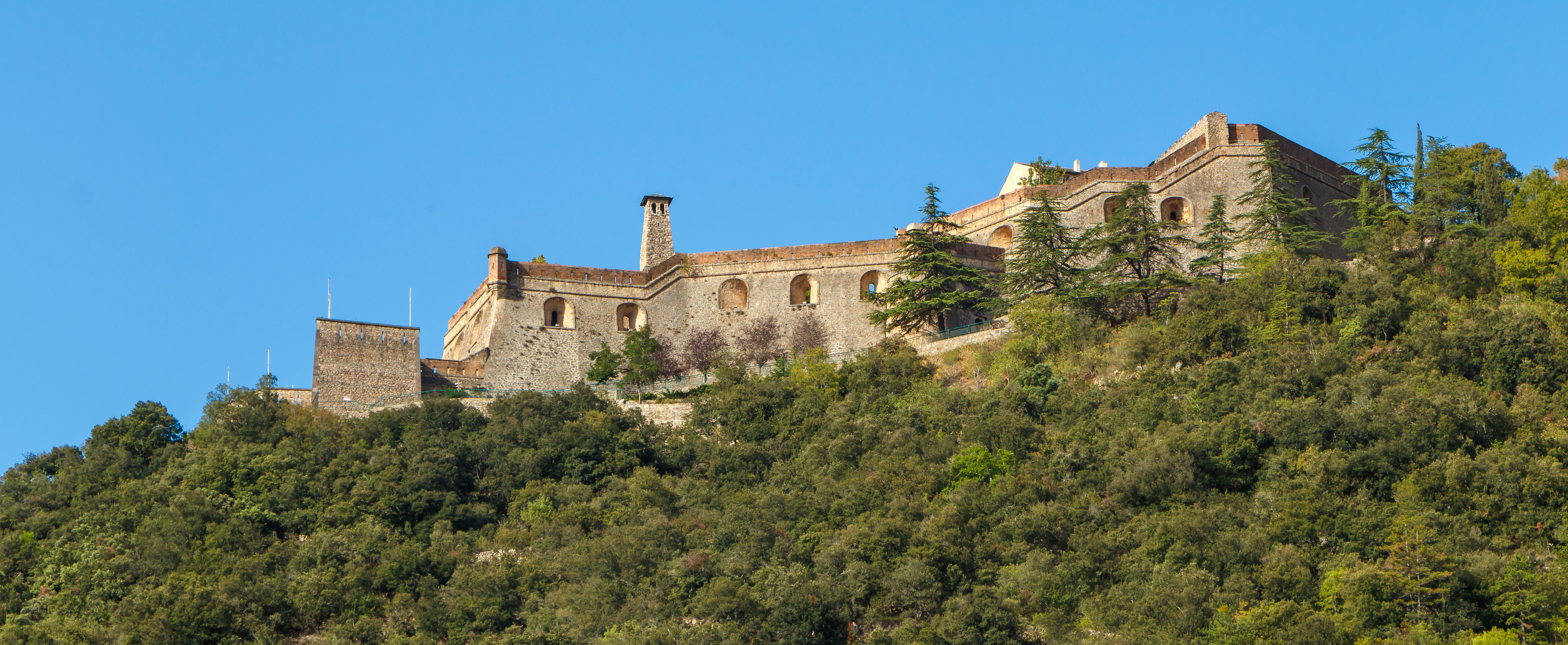
Le fort Libéria vu de la gare.

La ville est assiégée et prise par les Français en 1654 ; les fortifications sont alors démantelées pour qu’elles ne puissent pas servir aux Espagnols. La construction de nouvelles fortifications est entreprise à partir des plans de Vauban en 1669, qui visite le chantier dix ans plus tard. Le Fort Libéria est alors construit à flanc de montagne, dominant la ville au nord. Les travaux se poursuivent pendant tout le XVIIIe siècle (porte de France en 1783, porte d'Espagne en 1791).

### Chemin de fer
Le chemin de fer arrive à Villefranche en 1885 : la ville est alors reliée à Perpignan et Prades par une voie à écartement normal. Il faut attendre 1909 pour que le premier tronçon de la ligne à voie métrique de Cerdagne soit mise en service jusqu'à Mont-Louis, puis 1911 jusqu'à Bourg-Madame et enfin 1927 jusqu'à Latour-de-Carol, où la ligne est en correspondance avec la ligne internationale transpyrénéenne (dite Transpyrénéen oriental).

## Politique et administration

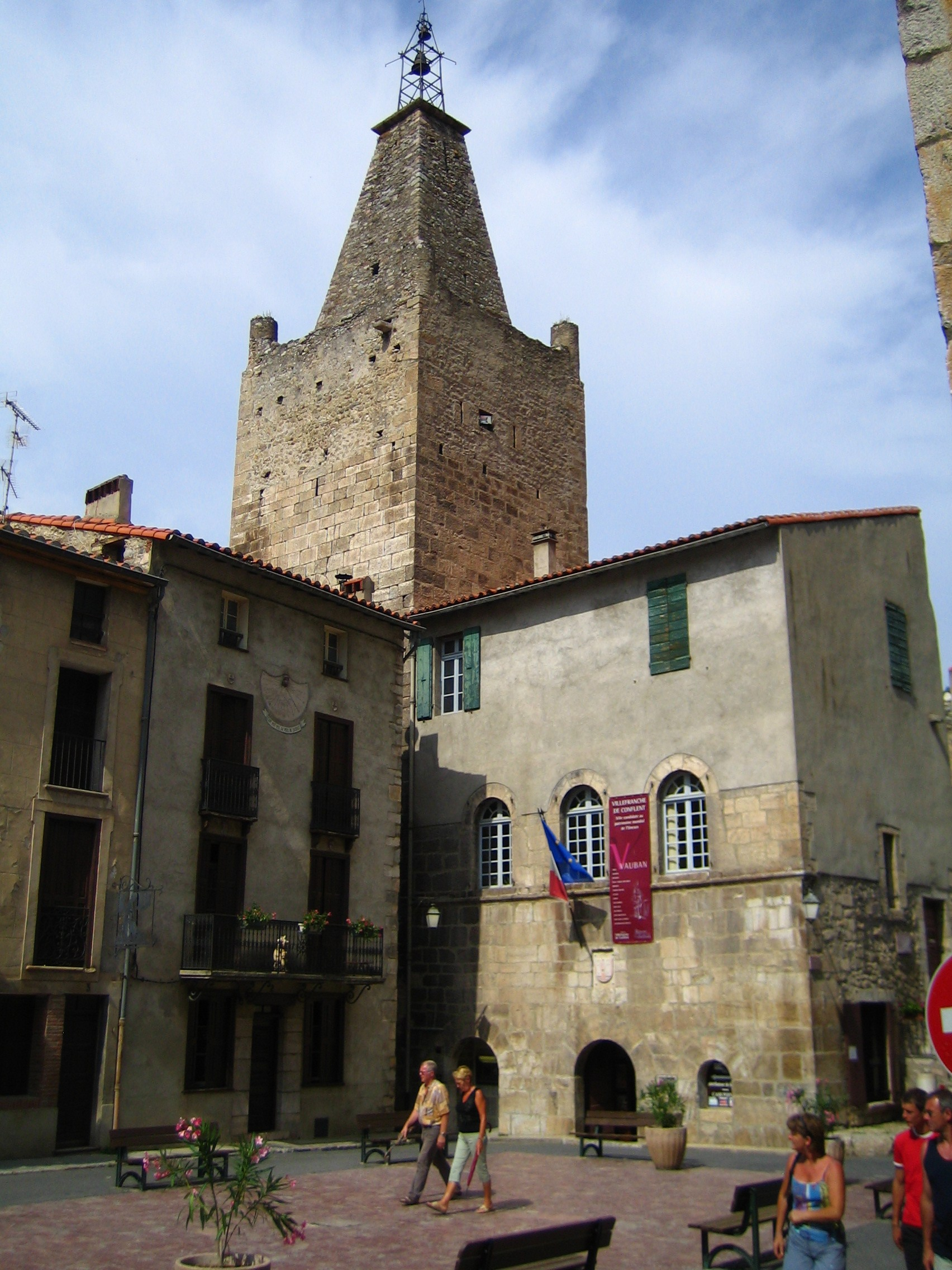
Mairie de Villefranche-de-Conflent.

À compter des élections départementales de 2015, la commune est incluse dans le nouveau canton des Pyrénées catalanes.

### Liste des maires
| Période | Période  | Identité                | Étiquette | Qualité |
| ------- | -------- | ----------------------- | --------- | ------- |
| 1894    | 1899     | Bernard Bernard         | ..        | ...     |
| 1899    | 1899     | Louis de Noël           | ..        | ...     |
| 1899    | 1912     | Bernard Bernard         | ..        | ...     |
| 1912    | 1914     | Michel Py               | ..        | ...     |
| 1914    | 1919     | Jean Sola               | ..        | ...     |
| 1919    | 1925     | François Mir            | ..        | ...     |
| 1925    | 1929     | Michel Olibe            | ..        | ...     |
| 1929    | 1929     | Joseph Rigole           | ..        | ...     |
| 1929    | 1935     | Etienne Jeay            | ..        | ...     |
| 1935    | 1937     | François Mir            | ..        | ...     |
| 1937    | 1939     | Laurent Moréra          | ..        | ...     |
| 1939    | 1941     | Louis Fournols          | ..        | ...     |
| 1941    | 1944     | Jacques Lafage          | ..        | ...     |
| 1944    | 1965     | Jean Teulière           | ..        | ...     |
| 1965    | 1995     | Jean-Pierre Lannelongue | ..        | ...     |
| 1995    | 2001     | Jean Cambou             | ...       | ...     |
| 2001    | 2002     | François Galte          | ...       | ...     |
| 2003    | 2008     | Rose-Marie Soria        | ...       | ...     |
| 2008    | 2009     | Guy Raffalli            | ...       | ...     |
| 2009    | 2020     | Huguette Teulière       | ...       | ...     |
| 2020    | En cours | Patrick Lecroq          | ...       | ...     |

## Population et société

### Démographie ancienne
La population est exprimée en nombre de feux (f) ou d'habitants (H).
| 1355  | 1359  | 1365  | 1378  | 1424  | 1470 | 1515 | 1553 | 1709  |
| ----- | ----- | ----- | ----- | ----- | ---- | ---- | ---- | ----- |
| 341 f | 411 f | 341 f | 171 f | 127 f | 64 f | 69 f | 66 f | 133 f |

| 1720  | 1767  | 1774  | 1789  | - | - | - | - | - |
| ----- | ----- | ----- | ----- | - | - | - | - | - |
| 143 f | 556 H | 591 H | 148 f | - | - | - | - | - |

### Démographie contemporaine
L'évolution du nombre d'habitants est connue à travers les recensements de la population effectués dans la commune depuis 1793. Pour les communes de moins de 10 000 habitants, une enquête de recensement portant sur toute la population est réalisée tous les cinq ans, les populations de référence des années intermédiaires étant quant à elles estimées par interpolation ou extrapolation. Pour la commune, le premier recensement exhaustif entrant dans le cadre du nouveau dispositif a été réalisé en 2004.

En 2022, la commune comptait 205 habitants, en évolution de −4,21 % par rapport à 2016 (Pyrénées-Orientales : +3,92 %, France hors Mayotte : +2,11 %).
| 1793 | 1800 | 1806 | 1821 | 1831 | 1836 | 1841 | 1846 | 1851 |
| ---- | ---- | ---- | ---- | ---- | ---- | ---- | ---- | ---- |
| 566  | 584  | 656  | 666  | 670  | 721  | 712  | 757  | 813  |

| 1856 | 1861 | 1866 | 1872 | 1876 | 1881 | 1886 | 1891 | 1896 |
| ---- | ---- | ---- | ---- | ---- | ---- | ---- | ---- | ---- |
| 889  | 756  | 681  | 635  | 584  | 645  | 648  | 572  | 496  |

| 1901 | 1906 | 1911 | 1921 | 1926 | 1931 | 1936 | 1946 | 1954 |
| ---- | ---- | ---- | ---- | ---- | ---- | ---- | ---- | ---- |
| 863  | 561  | 641  | 719  | 657  | 597  | 608  | 631  | 666  |

| 1962 | 1968 | 1975 | 1982 | 1990 | 1999 | 2004 | 2006 | 2009 |
| ---- | ---- | ---- | ---- | ---- | ---- | ---- | ---- | ---- |
| 580  | 507  | 435  | 294  | 261  | 225  | 238  | 237  | 232  |

| 2014 | 2019 | 2022 | - | - | - | - | - | - |
| ---- | ---- | ---- | - | - | - | - | - | - |
| 211  | 210  | 205  | - | - | - | - | - | - |

Note : la paroisse de Belloc semble avoir été supprimée durant le XVIIIe siècle et ses habitants dès lors recensés avec ceux de Villefranche-de-Conflent, tel que signalé en 1789.
| selon la population municipale des années : | 1968 | 1975 | 1982 | 1990 | 1999 | 2006 | 2009 | 2013 |
| Rang de la commune dans le département      | 85   | 90   | 118  | 127  | 133  | 135  | 138  | 140  |
| Nombre de communes du département           | 232  | 217  | 220  | 225  | 226  | 226  | 226  | 226  |

### Manifestations culturelles et festivités
- Fête patronale et communale : 25 juillet[57] ;
- Foire : lundi de Pâques et 19 octobre[57].

### Sports
L'édition 2013 du Raid Centrale Paris est passée par le Fort Libéria et la ville au cours de sa deuxième étape reliant Vernet-les-Bains à Prades le 7 mai.
Villefranche-de-Conflent est un passage prévu lors de la 15e étape du Tour de France 2021 (Céret-Andorre-la-Vieille) à 57,4 km après le départ de Céret.

## Économie

### Revenus
En 2018, la commune compte 112 ménages fiscaux, regroupant 208 personnes. La médiane du revenu disponible par unité de consommation est de 14 070 € (19 350 € dans le département).

### Emploi
|                | 2008   | 2013   | 2018   |
| -------------- | ------ | ------ | ------ |
| Commune        | 14,7 % | 14,1 % | 16,8 % |
| Département    | 10,3 % | 12,9 % | 13,3 % |
| France entière | 8,3 %  | 10 %   | 10 %   |

En 2018, la population âgée de 15 à 64 ans s'élève à 132 personnes, parmi lesquelles on compte 72,5 % d'actifs (55,7 % ayant un emploi et 16,8 % de chômeurs) et 27,5 % d'inactifs,. Depuis 2008, le taux de chômage communal (au sens du recensement) des 15-64 ans est supérieur à celui de la France et du département.
La commune fait partie de la couronne de l'aire d'attraction de Prades, du fait qu'au moins 15 % des actifs travaillent dans le pôle,. Elle compte 141 emplois en 2018, contre 169 en 2013 et 190 en 2008. Le nombre d'actifs ayant un emploi résidant dans la commune est de 78, soit un indicateur de concentration d'emploi de 179,5 % et un taux d'activité parmi les 15 ans ou plus de 55,2 %.
Sur ces 78 actifs de 15 ans ou plus ayant un emploi, 45 travaillent dans la commune, soit 58 % des habitants. Pour se rendre au travail, 55,1 % des habitants utilisent un véhicule personnel ou de fonction à quatre roues, 3,8 % les transports en commun, 19,2 % s'y rendent en deux-roues, à vélo ou à pied et 21,8 % n'ont pas besoin de transport (travail au domicile).

### Revenus de la population et fiscalité
En 2010, le revenu fiscal médian par ménage était de 14 000 €.

## Culture locale et patrimoine

### Monuments et lieux touristiques
La ville est membre du Réseau des sites majeurs de Vauban et est classée dans la liste des Plus Beaux Villages de France.
Le 7 juillet 2008, le Comité du Patrimoine mondial de l'UNESCO a inscrit au Patrimoine Mondial de l'Humanité son ensemble fortifié, comprenant l'enceinte, la citadelle du fort Libéria et l'ensemble des grottes Cova Bastera, créés grâce au génie du maréchal de Vauban dans la seconde moitié du XVIIe siècle.[réf. nécessaire]
L'église paroissiale Saint-Jacques
Dès la fondation de la ville, ou dans les années qui ont suivi, l'autorisation est donnée par l'évêque d'Elne aux habitants de procéder à la construction d'une église.
La partie la plus ancienne de l'édifice remonte au début XIIe siècle. L'ensemble est remanié au XIIIe siècle. Puis, à la fin du XVIIe siècle lors du remodelage des fortifications de la ville, les abords de l'église paroissiale sont totalement modifiés.
L'édifice a été classé au titre des monuments historiques en 1862. De nombreux objets sont référencés dans la base Palissy (voir les notices liées).
Les fortifications
De l'époque médiévale subsiste notamment la tour du Diable, attenante à l'église (angle sud-est).  Elle porte par ailleurs l'inscription « Elle fut commencée l'an 1441 et finie l'an 1454 » (inscription originale : catalan : Comensada fo lany MCCCCXXXXI he finida lany MCCCCLIIII). De plus il reste la majeure partie de la courtine sud, flanquée de deux tours semi-circulaires (du XIVe siècle, antérieures à la tour du Diable). Cette courtine et ces tours furent renforcées au XVIIe siècle par l'installation de trois bastions et d'un nouveau chemin de ronde. La première de ces tours est englobée dans le bastion de Corneilla (angle sud-est), la deuxième est quant à elle entre la tour du Diable et le bastion de la Reine (angle sud-ouest). Une troisième tour de même plan s'élève à l'angle nord-ouest, englobée dans le Bastion du Roi.
De cette période subsistent également la porte du Roussillon et la porte de France (la nouvelle porte du XVIIIe siècle a été construite à sa gauche, respectant ainsi l'édifice médiéval), de même qu'une partie de la porte ouvrant sur le Pont Saint Pierre.
Au XVIIe siècle, Vauban fait donc reconstruire et renforcer les fortifications médiévales, il fait notamment édifier un fort détaché communiquant par un souterrain. De nouveaux bastions sont édifiés (notamment ceux cités ci-dessus) : le bastion du Roi (angle nord-ouest), le bastion de la Reine (angle sud-ouest), le bastion du Dauphin (angle nord-est), le Bastion de Comellà (angle sud-est) et le bastion de la Boucherie (courtine nord, sur le pont Saint-Pierre).
À la fin du XVIIIe siècle on reconstruit la Porte de France (en 1783, sur le front est) et la Porte d'Espagne (en 1791), située à l'ouest de la ville, à l'emplacement de l'ancienne tour-porte,.

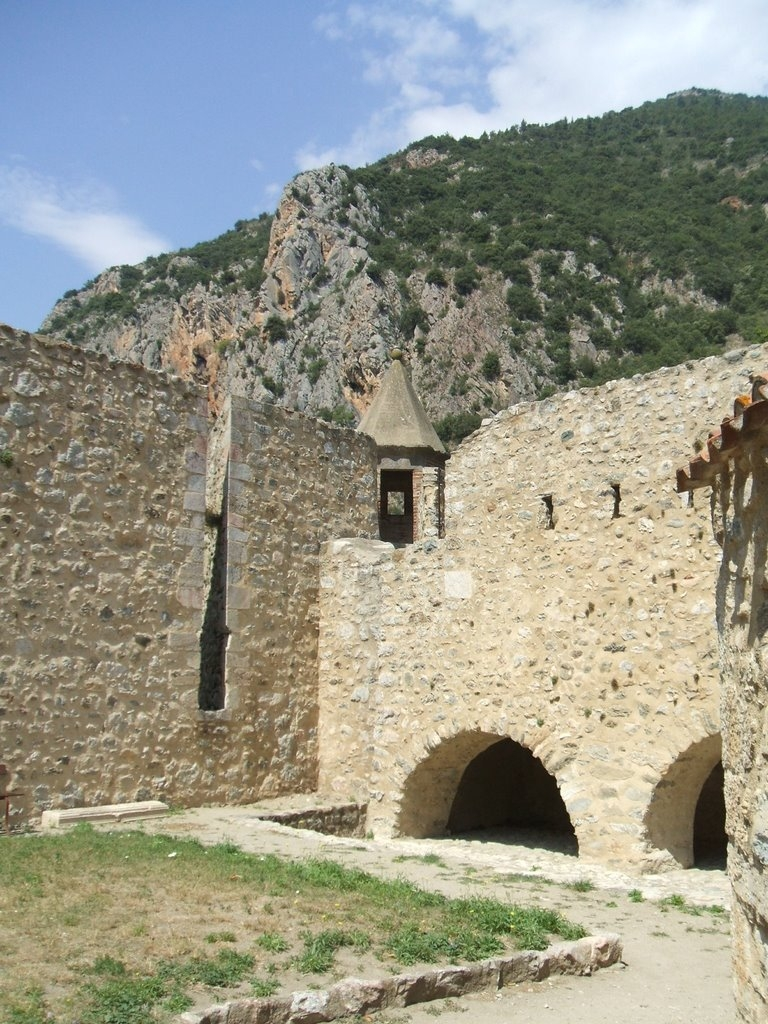
Bastion du Roi.
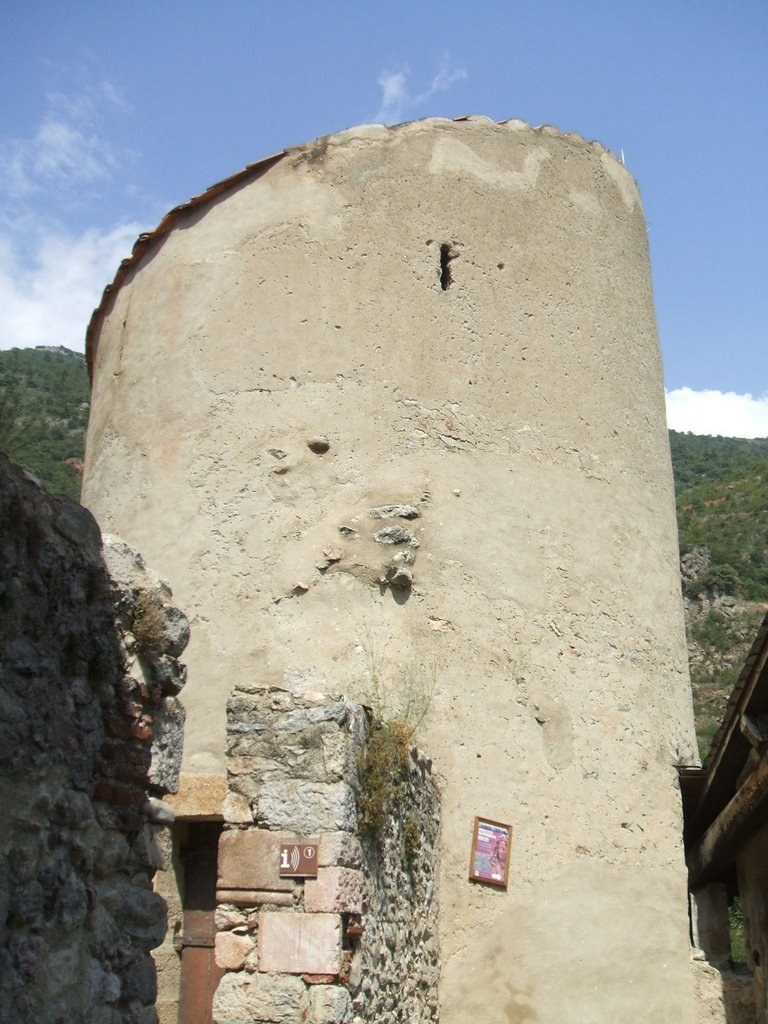
Bastion du Roi : tour médiévale transformée en magasin à poudre.
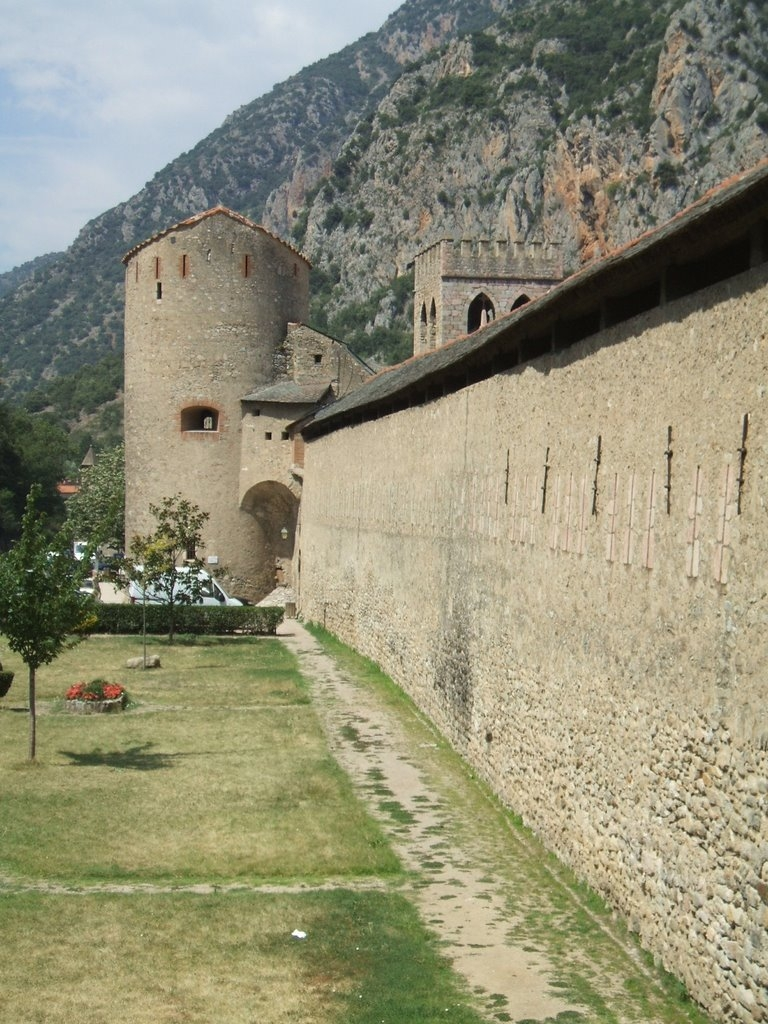
La tour du Diable, sur le côté sud de l'enceinte.
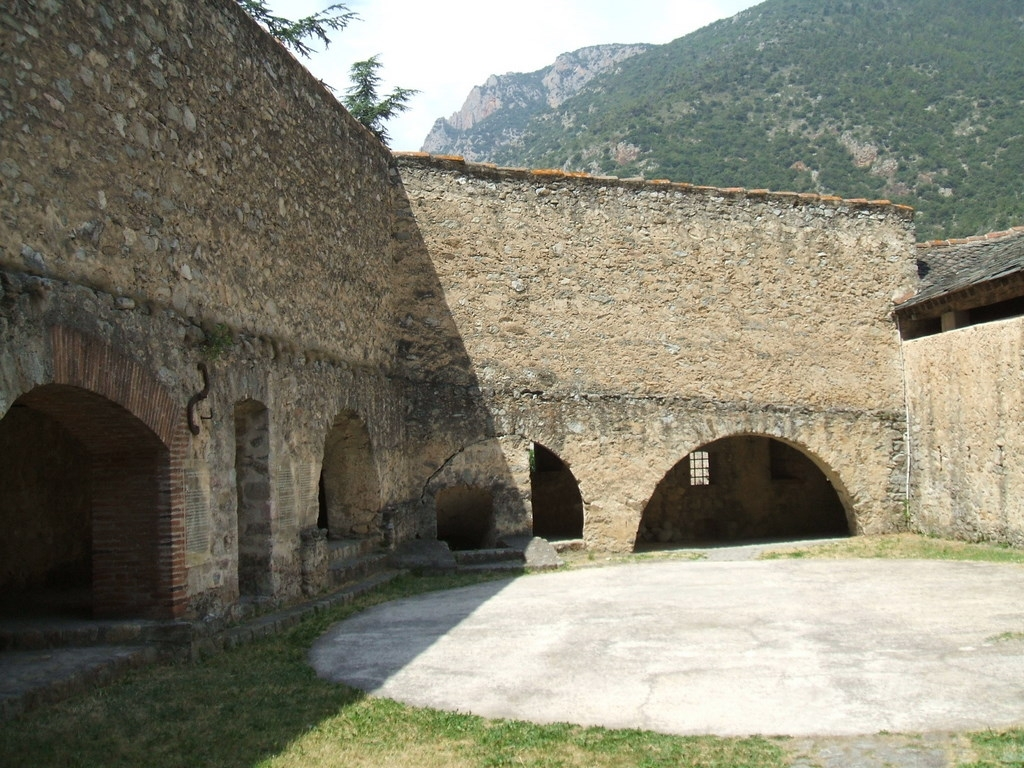
Bastion de Corneilla.
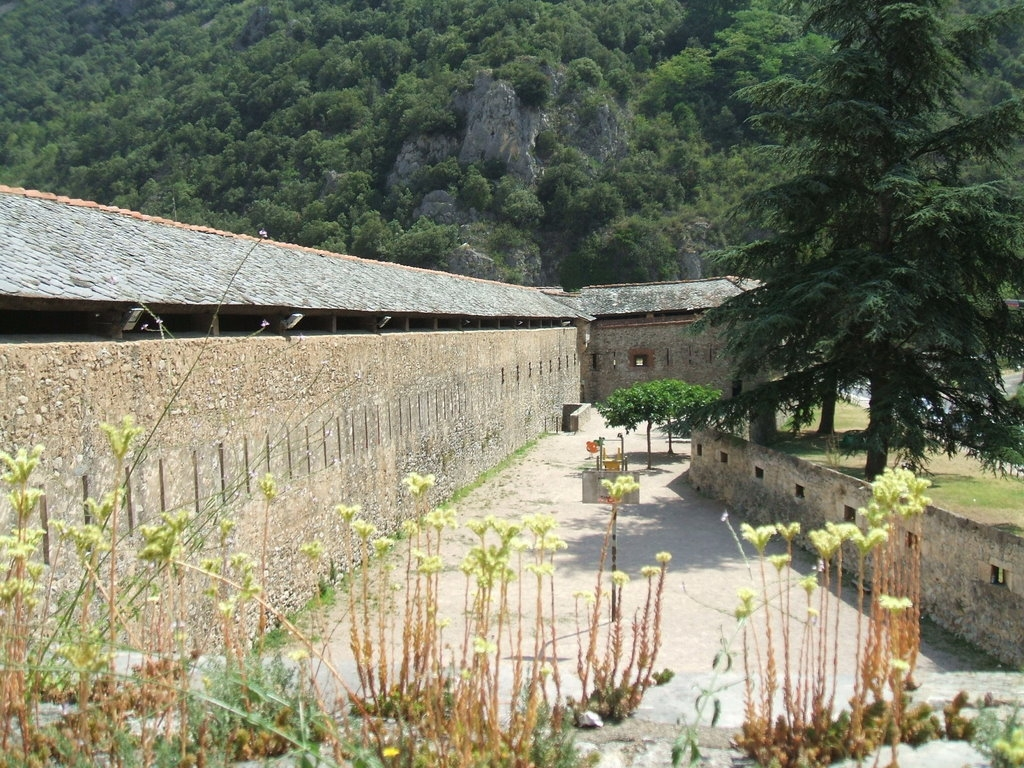
Courtine entre le bastion de la Montagne et le bastion de Corneilla.
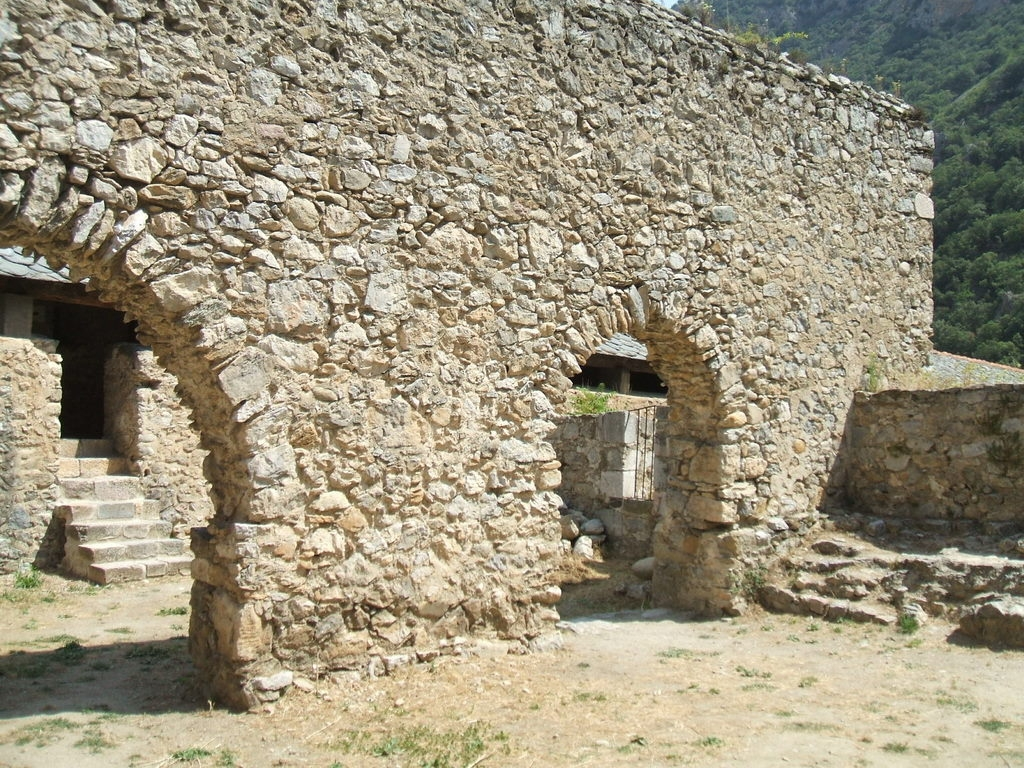
Bastion de la Montagne.
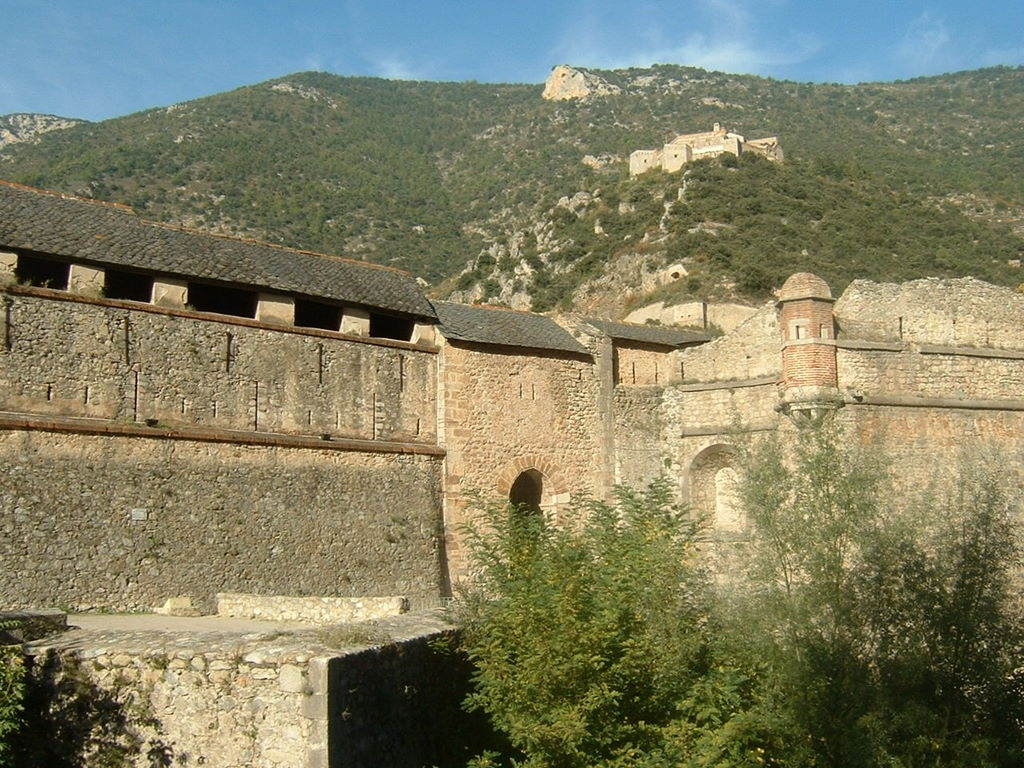
Ancienne porte de France et bastion du Dauphin (à droite).
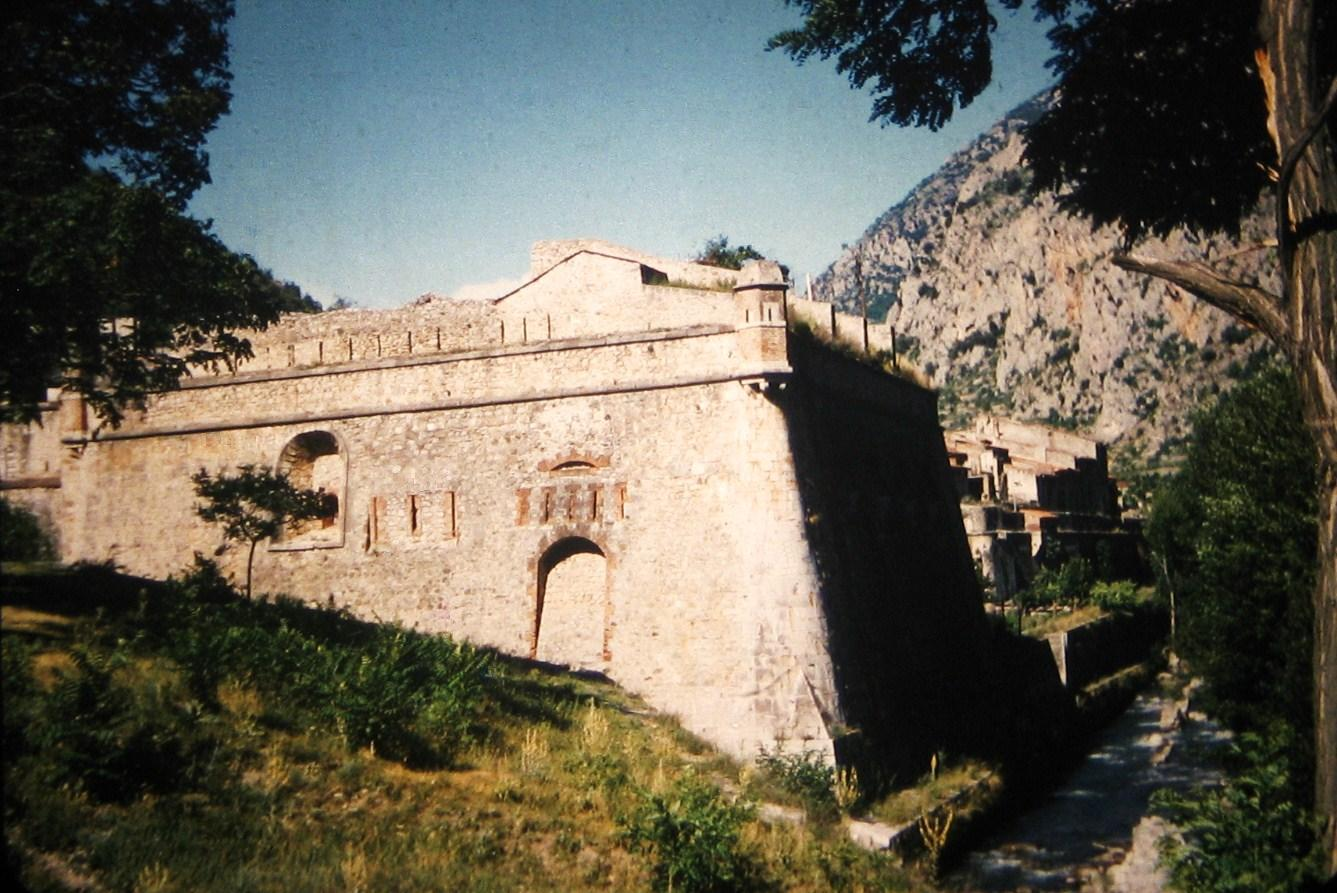
Bastion du Dauphin, et le glacis caractéristique de Vauban (aujourd'hui disparu).

La ville
L'espace urbain à l'intérieur de l'enceinte est organisé autour de deux rues parallèles est-ouest : la rue Saint-Jacques au sud et la rue Saint-Jean au nord.
L'ancienne viguerie, aujourd'hui siège de l'hôtel de ville, est sise rue Saint-Jean, à l'angle avec la place de l'église. Le bâtiment remonte au XIIe siècle, de même que la tour-beffroi qui le flanque, surmonté par une pyramide en maçonnerie en 1623.
L'hôpital de Villefranche (rue Saint-Jean), fondé par Pons de Sarabeu en 1225, comporte un corps de logis remanié surmonté de merlons, et une haute tour quadrangulaire dont le sommet est surmonté de corbeaux.
Presque toutes les maisons remontent au Moyen Âge. La plupart ont été remaniées et présentent donc des traces, des empreintes des différentes époques. Au rez-de-chaussée, elles comportent quasiment toutes une ou plusieurs grandes arches en plein cintre. Certaines façades présentent encore des fenêtres géminées, comme la demeure sise au 75 rue Saint-Jean (deuxième moitié du XIIIe siècle) ou des fenêtres à meneaux, comme aux 24-26 rue Saint-Jean (vers 1500).
Fort Libéria

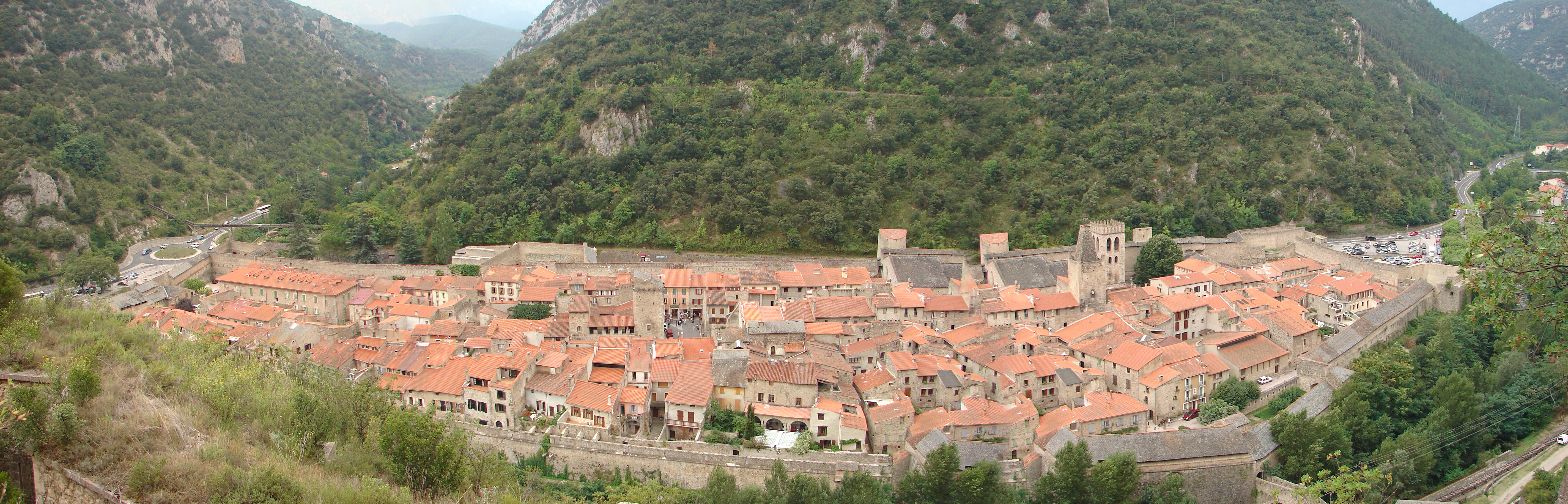
Vue panoramique du village fortifié de Villefranche-de-Conflent.

- Dominant la ville au nord, le fort Libéria, construit par Vauban, fait partie intégrante du système de défense de la ville. L'escalier souterrain dit « des mille marches » (en fait il n'en compte pas mille) qui le relie à la ville, au niveau du pont Saint-Pierre, n'a été bâti qu'au XIXe siècle. Entre le fort Libéria et la ville de Villefranche, on peut noter la présence de casemates Haxo.
- L'église Saint-André de Belloc, église romane.
- L'église Saint-Étienne de Campilles, autre église romane.
- Église Saint-André des Vinyes.
- Chapelle Saint-Louis du fort Libéria.

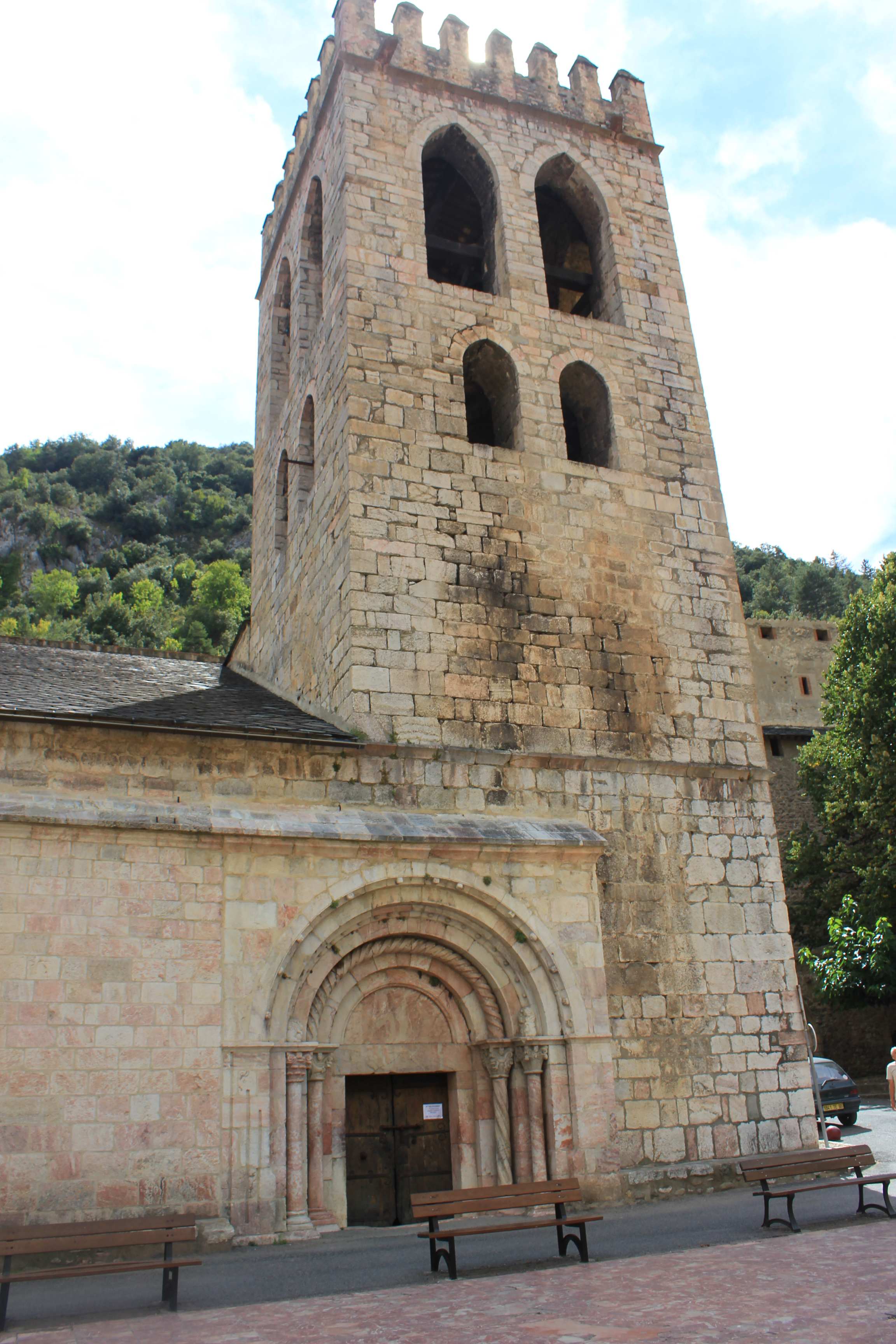
Église Saint-Jacques de Villefranche-de-Conflent
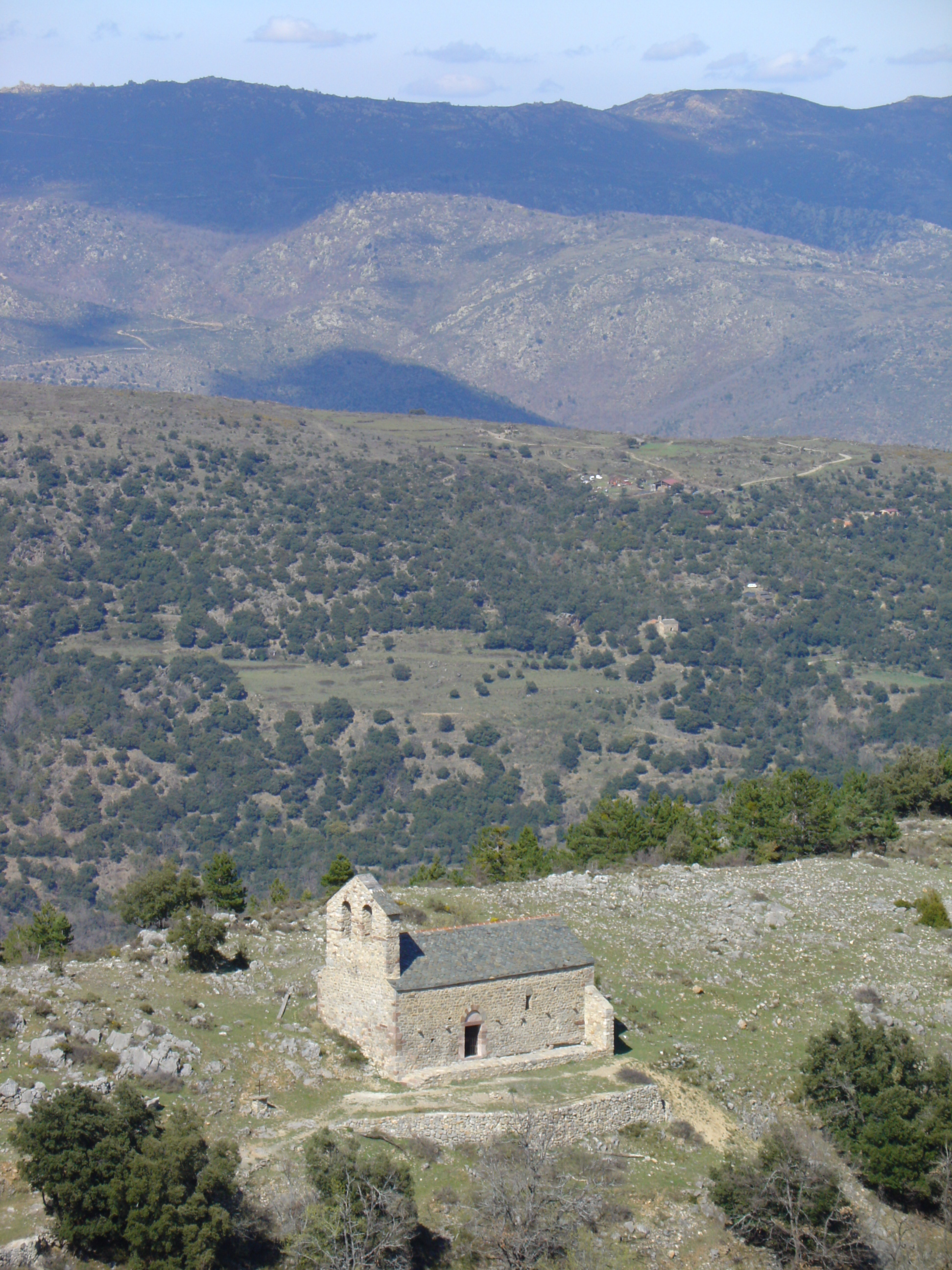
Église Saint-André de Belloc
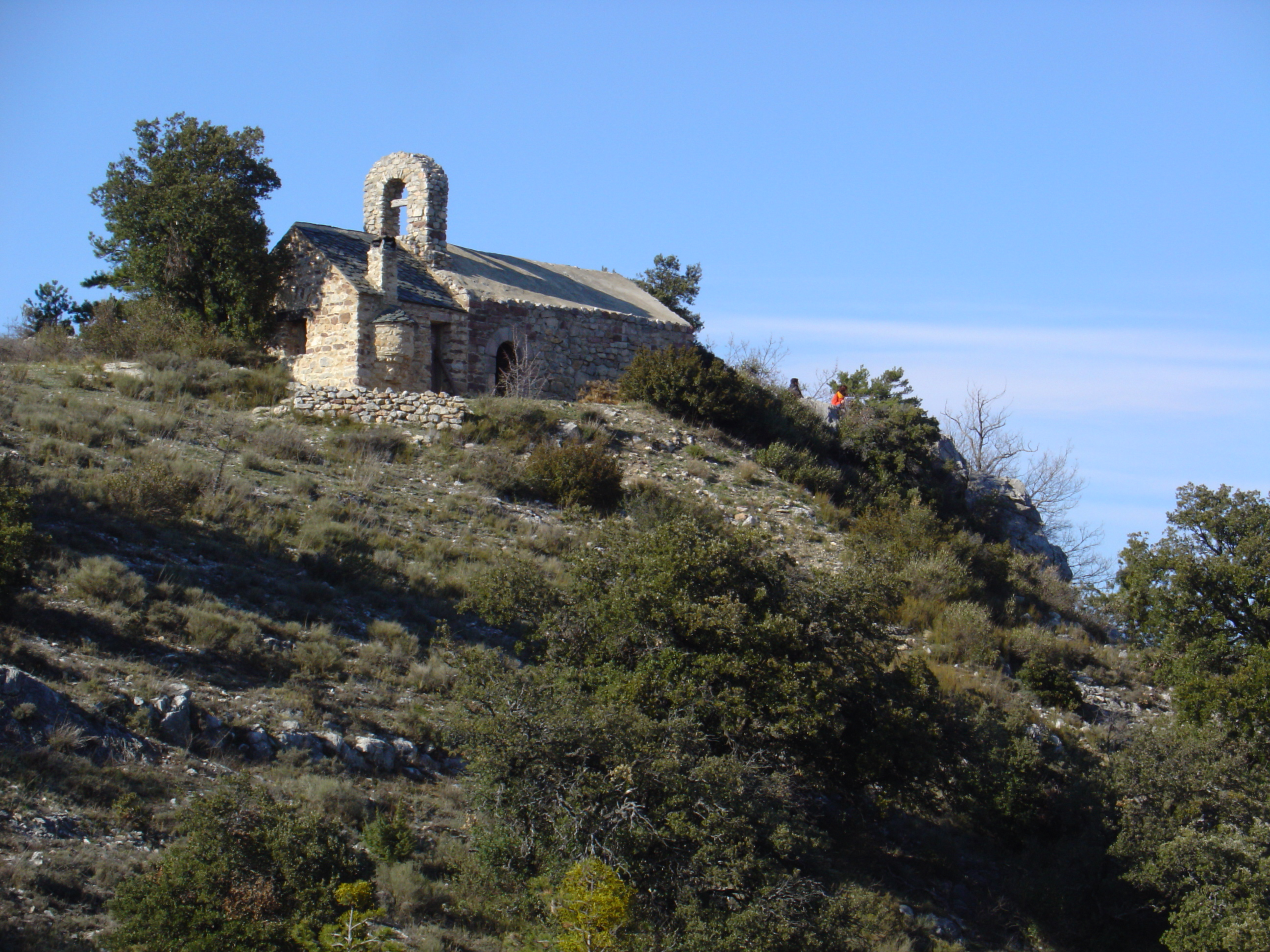
Église Saint-Étienne de Campilles
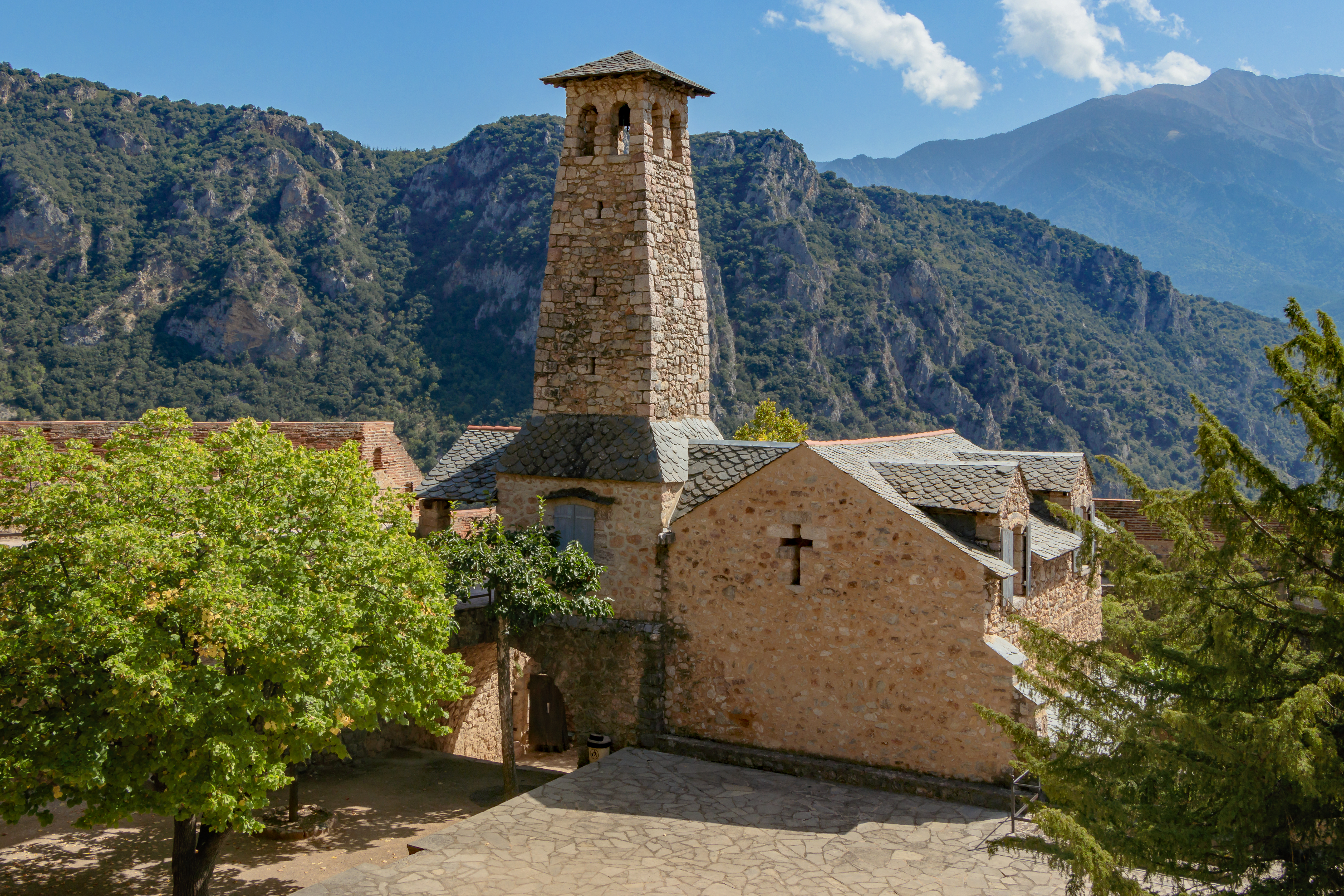
Chapelle Saint-Louis du fort Libéria

### Gastronomie
La spécialité culinaire de la ville est la « bougnette » (ou « bunyete » en catalan) qui se présente comme une crêpe solide ou un beignet très fin et sucré.

### Personnalités liées à la commune
- Plusieurs empoisonneuses impliquées dans l'affaire des poisons, dont Anne Guesdon, la femme de chambre de la marquise de Brinvilliers, furent enfermées au fort Libéria, qui surplombe Villefranche[67].
- François Boher (1769-1825) : peintre, sculpteur, écrivain né à Villefranche-de-Conflent ;
- Henri Galau (1897-1950) : joueur de rugby à XV né à Villefranche-de-Conflent ;
- Albert Cazes (1924-2012) : historien et curé de Villefranche-de-Conflent de 1948 à 2006.

### Héraldique
| Blason de Villefranche-de-Conflent | Blason  | Écu en losange : d'azur à l'étoile de six rais d'argent, accostée de deux tours du même, surmontée d'un écusson en losange d'or à quatre pals de gueules timbré d'une couronne d'or, aux ondes d'argent mouvant de la pointe. DeviseNon commovebitur |
| Blason de Villefranche-de-Conflent | Détails | Le statut officiel du blason reste à déterminer. |

### Culture populaire

#### Cinéma
Film tourné en partie à Villefranche-de-Conflent :
- 1959 : Le Bossu